# Phygadeuon clotho
Phygadeuon clotho är en stekelart som beskrevs av Joseph Kriechbaumer 1892. Phygadeuon clotho ingår i släktet Phygadeuon och familjen brokparasitsteklar. Inga underarter finns listade i Catalogue of Life.